# Late Shift
 (octobre 2023).
Late Shift est un film interactif, réalisé en full motion video par CtrlMovie et édité par Wales Interactive.
Le jeu est initialement sorti le 18 avril 2017 sur Microsoft Windows, Mac OS, PlayStation 4 et Xbox One. Puis, il bénéfice de plusieurs rééditions, notamment sur Nintendo Switch en 2018 et sur Android en 2022,,,,,.

## Trame
Matt Thompson est un étudiant qui travaille comme gardien de parking la nuit. Il se retrouve mêlé au monde criminel de Londres lorsqu'il est obligé de travailler avec un groupe de voleurs armés.

## Système de jeu
Late Shift étant un film interactif, le joueur ne peut interagir que lorsque les développeurs le permettent, en sélectionnant un seul choix parmi les deux ou trois proposés à travers un court laps de temps. Le titre comprend au total 180 décisions. Contrairement à la majorité des jeux vidéo existants, il n'y a pas de véritable game over : les décisions prises par le joueur le conduisant à un autre embranchement. Bien qu'il soit possible pour le joueur de découvrir de nouveaux dialogues ou de nouvelles séquences d'une partie à l'autre, le jeu comporte un total de sept fins différentes.

## Casting
- Joe Sowerbutts : Matt Thompson
- Haruka Abe : May-Ling
- Richard Durden : Samuel Parr
- Lily Travers (en) : Élodie
- Joel Basman : Sébastien
- Sol Heras : Jeff
- Tom Phillips : Simon
- Johnny Sachon : Lee
- Daryl Kwan : Tchoi (père)
- Junix Inocian : Monsieur Woe
- Tai Yin Chan : Tchoi (fils)